# BirdLife International
BirdLife International (раније „Међународни савет за очување птица” - енгл. International Council for Bird Preservation) је кровна светска организација проучавања птица, заштите њиховог станишта и светске биолошке разноврсности, и у том смислу сарађује са локалним становништвом да се постигне одрживо коришћење природних ресурса. Она је највеће глобално партнерство организација за заштиту природе на свету, са преко 2,5 милиона људи и више од 120 земаља чланица из многих земаља са свих континената, укључујући Краљевско друштво за заштиту птица, Јапанско друштво за дивље птице, Национално друштво Аудубон и Америчко друштво за заштиту птица. Као савез, партнерство BirdLife је водећи светски ауторитет за питања заштите птица, те врховни орган у орнитологији.
Према унутрашњем правилу организације, која тиме жели да сачува углед, свака земља може да има само једног реномираног партнера (уз изнимку двојезичних земаља попут Канаде и Белгије) који заступа организацију у тој држави. За Србију локални партнер је Друштво за заштиту и проучавање птица Србије.
Приоритети организације су спречавање изумирања птичијих врста, идентификација и очување важних локација за птице, одржавање и обнављање кључних станишта птица и оснаживање конзерватора широм света. Вођене глобалним саветом, организације чланице спроводе стратегије групе на локалном, регионалном и националном нивоу. BirdLife International је идентификовала 7.500 важних области за птице и управља са више од 2.500000 јутара (1.000.000 хектара) станишта дивљих животиња. Као службено тело за попис птица Црвена листа угрожених врста Међународне уније за заштиту природе, BirdLife International је идентификовала више од 1.000 птичијих врста којима прети изумирање и развила је конзервационе стратегије за сваку од њих. Према подацима из 2015. године, BirdLife International је утврдио да је 1.375 врста птица (13% од укупног броја) угрожено изумирањем (критично угрожене, угрожене или рањиве).
BirdLife International издаје квартални часопис, BirdLife: The Magazine, који садржи најновије вести и ауторитативне чланке о птицама и њиховом очувању.

## Историја
Идеја за BirdLife International зачета је 1922. године када су амерички орнитолог Т. Гилберт Персон (T. Gilbert Pearson), његов француски колега Жан Теодор Делакур (Theodore Delacour) и двоје холанђана P.G. Van Tienhoven и A. Burdet основали „Међународни савет за заштиту птица“ (енгл. International Council for Bird Preservation). Након Другог светског рата иницијатива је престала са радом, али је активност шездесетих година обновљена када је ICBP помагао у развоју Црвене Листе организације IUCN (Црвена књига података за птице, 1966). Организација је добила име Birdlife International 1993. године.

## Регионалне активности
води регионалне програме заштите природе у следећим деловима света, који су описани као „региони”: Африка, Америке, Азија, Европа и централна Азија, Средњи исток и Пацифик.

## Глобални програми
Унутар сваког региона, организација има девет програма - неки од којих су добро успостављени, док су други недавно започети и кореспондирају специфичним конзервационим захтевима. Осим регионалних програма, постоје „глобални” програми, који нису специфични за регион. Заједно ови програми помажу партнерству да се фокусира и ради на заједничким приоритетима. Они пружају оквир за планирање, имплементацију, праћење и оцењивање конзерваторских радова. BirdLife програми су:
- Програм важних подручја за птице и биодиверзитет[24][25]
- Поморски програм[26]
- Програм превенције изумирања[27]
- Програм путева лета[28]
- Програм климатских промена[29]
- Програм шума наде[30]
- Програм локалног оснаживања[31]
- Програм инвазивних страних врста[32]
- Програм развоја капацитета[33]

## Издаваштво
Организација тромесечно издаје часопис World Birdwatch са новостима из поља орнитологије и стручним текстовима о птицама, о њиховом станишту и о заштити природе.

## Црвена листа птица
BirdLife International је орган надлежан за састављивање званичне црвене листе Међународне уније за заштиту природе (МУЗП, енгл. IUCN).
Према стању из 2012. године, на свету је било 1313 врста птица којима прети опасност од изумирања (односно птица у категоријама „критично угрожена врста“, „угрожена врста“ и „осетљива врста“). То износи 13% од укупно 10.064 познатих врста птица света.

## Контроверзе

### Преименовање Федерације дивљих птица Тајвана
Године 2008, назив Федерација дивљих птица Тајвана је преименован у Кинеска федерација за дивље птице како би се испунио захтев BirdLife International-а, који је произашао из притиска Народне Републике Кине. Након уклањања организације из BirdLife International-а 2020. године, назив је промењен у Федерација дивљих птица Тајвана (TWBF).

### Уклањање Тајванске кинеске федерације дивљих птица
У децембру 2019. године, BirdLife International је затражио од Тајванске, тада зване Кинеске федерације дивљих птица (CWBF), да се позабави следећим питањима или уклони ризик из свог партнерског програма:
- Кинески назив организације (кин: 中華民國野鳥學會, Федерација дивљих птица Републике Кине) представља оперативни ризик за BirdLife International и требало би да се промени.
- CWBF је требало да потпише документ којим се формално обавезује да неће промовисати нити се залагати за легитимитет Републике Кине (Тајван).
- BirdLife International више неће учествовати нити дозволити да се његов лого повезује са било којим догађајем повезаним или финансираним, делимично или у целини, од стране тајванске владе или њених агенција.
- BirdLife International више не дозвољава да се његово име или лого користе у било ком документу где су приказани тајванска застава, симболи или амблеми.

Међутим, BirdLife International је навео да чак и ако CWBF одговори на све своје захтеве, они могу и даље бити уклоњени из партнерског програма BirdLife International-а. Дана 7. септембра 2020, пре него што је CWBF имао прилику да расправља о захтевима BirdLife International-а на састанку Генералне скупштине, глобални савет BirdLife International-а је гласао за уклањање CWBF-а из свог партнерског програма.
Извршна директорка BirdLife International-а Патриција Зурита је накнадно издала, како је Ројтерс описао, „забрану коментарисања”, налажући њеном особљу да јавно не коментарише „тужно јавну изјаву” CWBF-а. „Уколико добијете било каква питања у вези са овим питањем, молимо вас да НЕМОЈТЕ давати коментаре и уместо тога упутите ствар директно мени“, написала је Зурита.
CWBF је објавио преписку између CWBF-а и BirdLife International-а дана 19. септембра 2020, како би показао да је CWBF преговарао у доброј намери пре његовог уклањања, и да је био спреман да разговара о промени имена.